# Підлісне (Белебеївський район)
Підлі́сне (рос. Подлесное, башк. Подлесный) — присілок у складі Белебеївського району Башкортостану, Росія. Входить до складу Донської сільської ради.
Населення — 138 осіб (2010; 50 в 2002).
Національний склад:
- росіяни — 76 %